# Mouriri cauliflora
Mouriri cauliflora là một loài thực vật có hoa trong họ Mua. Loài này được Mart. ex DC. mô tả khoa học đầu tiên năm 1828.